# ماساتو تامادا
ماساتو تامادا (ژاپنی: 玉田 真人؛ زادهٔ ۲۵ اوت ۱۹۷۶) یک بازیکن فوتبال اهل ژاپن است.
از باشگاه‌هایی که در آن بازی کرده‌است می‌توان به باشگاه فوتبال سانفریس هیروشیما اشاره کرد.